# ADN (quotidiano)
ADN è un quotidiano gratuito spagnolo edito dalla Editorial Página Cero, società partecipata dal Grupo Planeta e diversi altri gruppi editoriali regionali spagnoli.
Viene pubblicato in 18 edizioni locali: Barcellona, Bilbao, Cadice, Castellón, Huesca, Jerez de la Frontera, La Coruña, Lleida, La Rioja, Malaga, Madrid, Maiorca, Navarra, Saragozza, Siviglia, Teruel, Valencia e Vigo.